# اختلال انعقاد خون

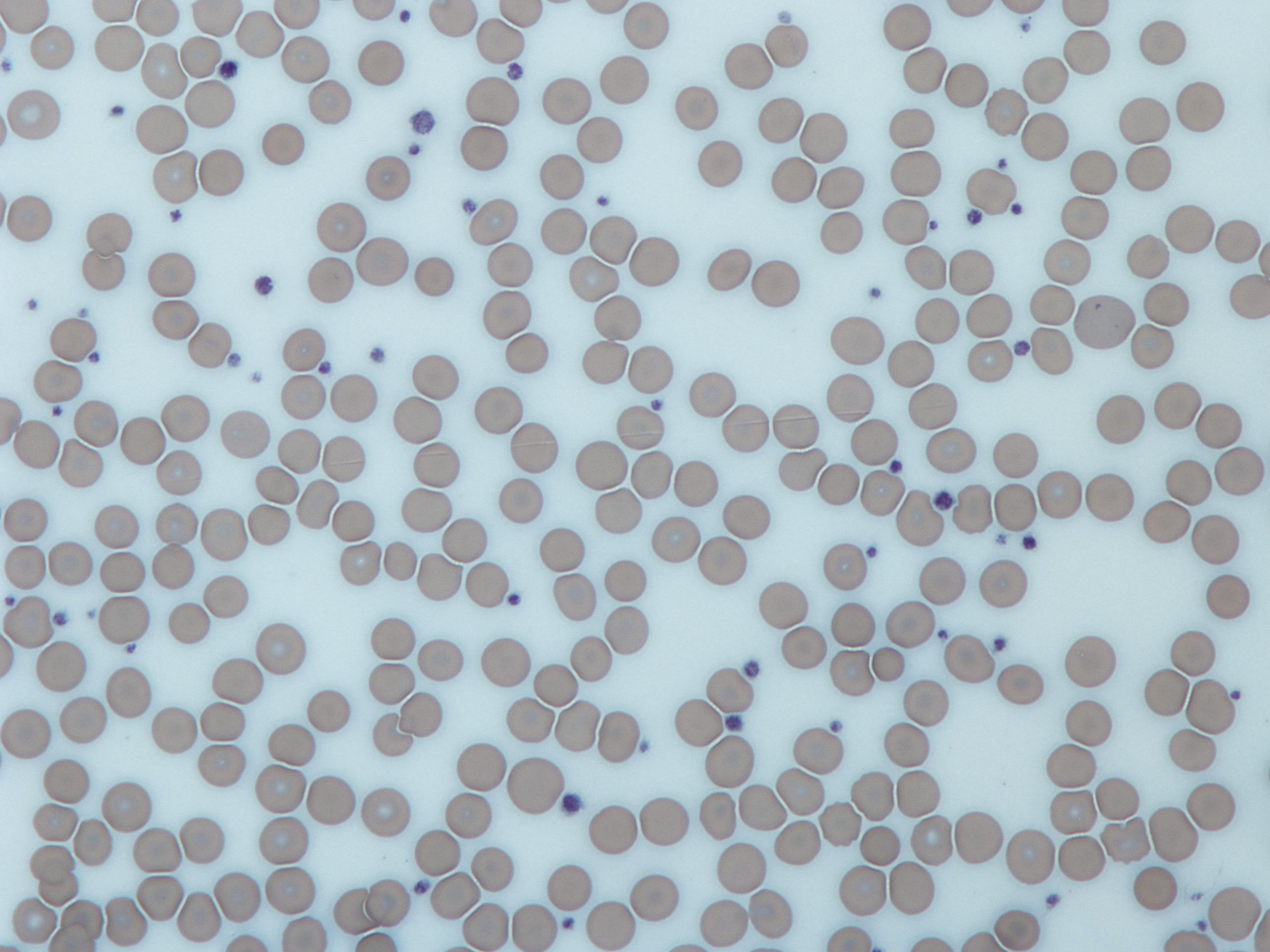
پلاکت‌ها

اختلال انعقاد خون یا کوآگولوپاتی (به انگلیسی: Coagulopathy) هرنوع وضعیتی است که در آن انعقاد خون مختل می باشد.

## دلایل
اختلال انعقاد خون میتواند افزایش انعقاد خون (هایپرکوآگولوپاتی) باشد مانند کمبود Protein S ، ترومبوسیتوز و انعقاد درون‌رگی منتشر
یا کاهش انعقاد خون مانند ترومبوسیتوپنی ، هموفیلی ، بیماری وُن‌ویلبراند و اختلال عملکرد پلاکتی.